# Tanyproctus jizu
Tanyproctus jizu är en skalbaggsart som beskrevs av Kral 1999. Tanyproctus jizu ingår i släktet Tanyproctus och familjen Melolonthidae. Inga underarter finns listade i Catalogue of Life.